# 格里尼 (里昂大都会)
格里尼（法語：Grigny，法語發音：[ɡʁiɲi] ⓘ）是法国里昂大都会的一个市镇，属于里昂区。

## 地理
格里尼（45°36'30"N, 4°47'23"E）面积5.75 平方千米，位于法国奥弗涅-罗讷-阿尔卑斯大区里昂大都会，后者为法国的一个特殊地位集体，自2015年脱离罗讷省成立，位于法国中东部，中心城市为里昂。
与格里尼接壤的市镇（或旧市镇、城区）包括：韦尔奈松、米耶里、泰尔奈、日沃尔、蒙塔尼。
格里尼的时区为UTC+01:00、UTC+02:00（夏令时）。

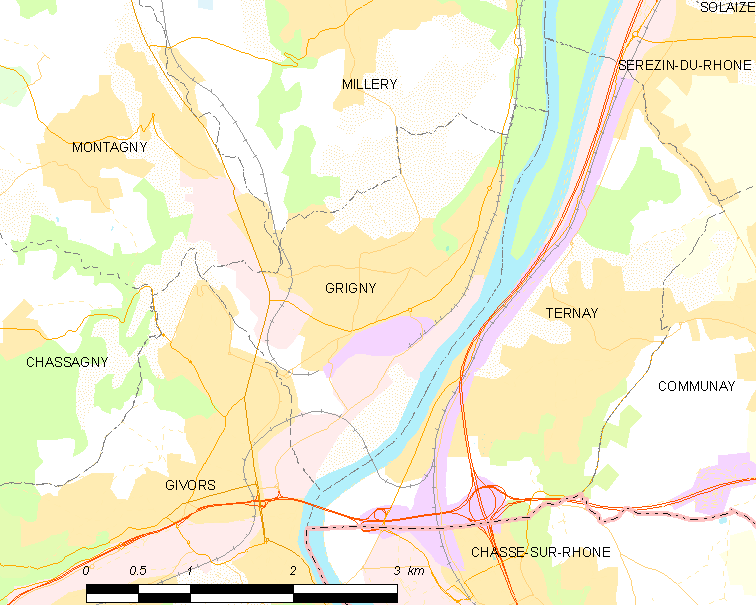
格里尼的OSM定位图

## 行政
格里尼的邮政编码为69520，INSEE市镇编码为69096。

## 政治
格里尼的现任市长为格扎维埃·奥多（Xavier Odo）先生，任期为2020-2026年。

## 人口

1962-2008年间格里尼人口变化图示

格里尼于2022年1月1日时的人口数量为9941人。